# كنوت (دب قطبي)
كنوت [ تُلفظ بالألمانية: [ˈknu:t]  ( سماع)(الألفبائية الصوتية الدولية) (5 ديسمبر 2006 -19 مارس 2011). هو دُبٌ قطبي ولد في حديقة حيوان برلين، ولم ترغب أمه فيه عند ولادته، مما أثار دهشة حراس الحديقة ودفعهم إلى تربيته بأنفسهم. كان أول ديسم قطبي يولد في حديقة حيوان برلين ويبقى على قيد الحياة بعد الفطام منذ أكثر من ثلاثين عاماً. بعد مفاوضات دولية نجحت الحديقة في تحويله إلى مصدر سياحي وتجاري. وقامت صحيفة بيلد الألمانية بنشر عدة منشورات لتشجيع الناس على دعم تحركاتهم لجمع دعم شعبي لأجل الإفراج عن هذا الديسم من حديقة الحيوان نظرًا لأن حبسه مخالف لحقوق الحيوان، لكن ذلك أثار ردود أفعال عدد كبير من الناس يؤيدون تربيته على يد البشر داخل الحديقة. وقد قام الأطفال باحتجاجات أمام حديقة الحيوان، وتم إرسال خطابات ورسائل بريد إلكترونية تتعاطف مع الحيوان من كل أنحاء العالم.
وقد مثل كنوت ظاهرة إعلامية سميت بالكنوتمانيا حيث ظهر على شكل ألعاب الأطفال وفي منتجات وسائل الإعلام المختلفة، والكتب، وأقراص الفيديو. وبنهاية عام 2007 بلغت إيرادات حديقة حيوان برلين حوالي 5 ملايين يورو. ويعتقد بإن نسبة أرقام الحضور لحديقة الحيوان زادت بنسبة 30%، ليصبح ذلك العام الأعلى ربحاً للحديقة على مدار 163 سنة من تاريخها. وفي التاسع من مارس عام 2011 نفق كنوت بعد الظهر وهو في عامه الرابع.

## بداية حياته

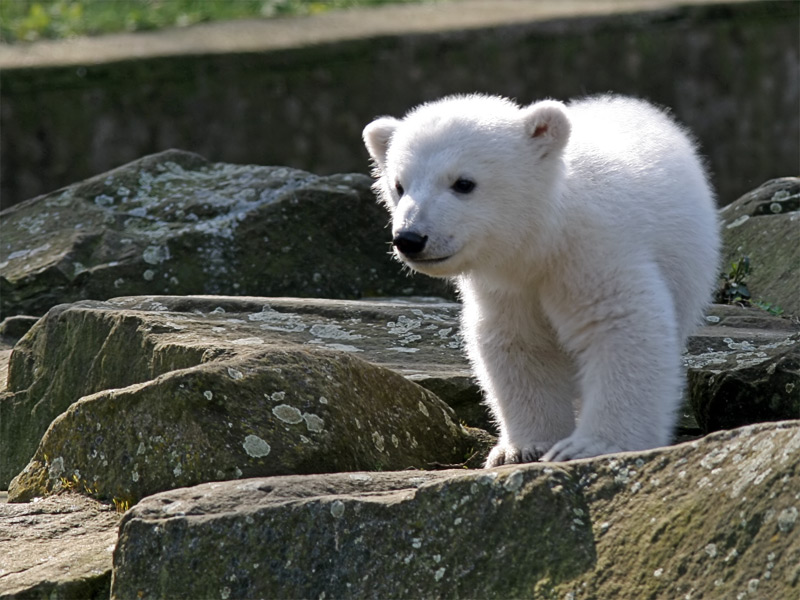
ظهور كنوت أول مره أمام جمع من الناس في 23 مارس 2007 في حديقة حيوان برلين.

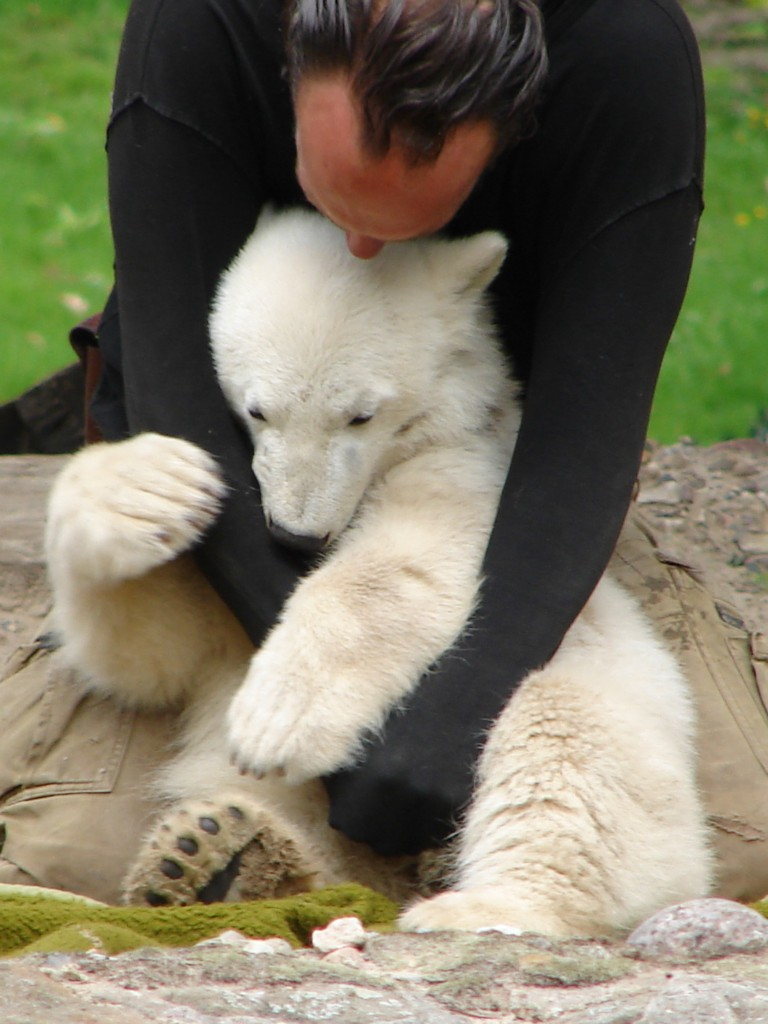
توماس دورفلين أثناء لعبه مع كنوت في حديقة الحيوان في مايو 2007.

ولد كنوت وشقيقه في حديقة حيوان برلين. وكانت أمهما «توسكا» قد وُلدت في كندا، وقد كانت سابقًا تُستخدم للترفيه عن الناس في ألعاب السيرك في ألمانيا الشرقية، وكانت عند إنجابها لهذا الديسم قد بلغت العشرين من عمرها، أمَّا أبوه فكان يبلغ الثالثة عشرة ويعيش في ميونخ في حديقة حيوان هاللابرونن. ولدت توسكا صغيريها في 5 ديسمبر 2006 ولم تتم تسميتهما مباشرة حينها، ولأسباب غير معروفه تركت الدبة وليديها على صخرة بُعيد الإنجاب دون أن تلتفت لرعايتهما، وقد أنقذهما حُراس حديقة الحيوان بشبكة أسماك. نفق أخو كنوت بعد أربع أيام بسبب إصابته ببعض الالتهابات. ولم يكن حجم الصغيرين يتجاوز حجم الكابياء الخنزيري، واضطر مسؤول الحيوانات توماس دورفلين إلى أن يقضي أول 44 يوم إلى جانب الديسم الباقي، بعد أن وُضع في حضانه حتى يكبر.
ولأن كنوت كان بحاجة إلى رعاية دائمة، كان دورفلين مضطراً أن ينام الليالي بجواره. وكان يلعب معه كل يوم، ويحممه، ويطعمه. وكان طعام كنوت الرئيسي عبارة عن زجاجة حليب أطفال مخلوطة بزيت السمك تُعطى له كل ساعتين. وعندما بلغ كنوت أربعة أشهر أصبح بإمكانه شرب لبن القطط المخلوط بالڤيتامينات. بالإضافة إلى هذا كان دورفلين يقوم بعمل عرضين في اليوم ويستمر العرض لساعة واحدة مع كنوت في حديقة الحيوان. وهكذا تم التقاط صور فوتوغرافية ومقاطع فديو كثيرة لكنوت مع دورفلين، وبدأت شهرته تعم قي ألمانيا. وقد حصل دورفلين على وسام استحقاق برلين لتفانيه فيا لاعتناء بالديسم وتقديرًا لجهود التي بذلها لأجله. توفي دورفلين في 22 سبتمبر 2008 بسبب أزمة قلبية، وكان قد بلغ من العمر 44 سنة.

## الجدل والتغطية الإعلامية
في أوائل مارس عام 2007 نقلت صحيفة بيلد عن الناشط في حقوق الحيوان فرانك ألبرشت قوله: «كنوت كحيوان أليف يجب قتله بدلاً من إذلاله». وأوضح مسؤلو حديقة الحيوان أن حبسه حياً يخالف تشريعات حماية الحيوان. وشارك مدير حديقة حيوان مدينة آخن ولفرام غراف رودولف نفس فكرة ألبرشت وأشار إلى أنه لو كان لدى مسؤولو حديقة الحيوان أي شجاعة لسمحوا بموت الدب، وقال أنه لو تم فصل الدب عن مقدمي الرعاية له سيموت بعد فترةٍ قصيرة. وتظاهر مجموعة من الأطفال أمام حديقة الحيوان رافعين لافتات مكتوبٌ عليها «نحب كنوت»، و«كنوت يجب أن يعيش»، وأرسل كثيرون عدد كبير جداً من الرسائل الإلكترونية تطلب الحفاظ على حياة كنوت، وقد تلقى ألبرشت أيضًا عدد من خطابات التهديد. وتحركت حديقة حيوان برلين لدعم قضية الدب القطبي الرضيع، وتعهدت بإنها لن تضره.
ادعى ألبرشت لاحقًا أن قوله السابق كان في سبيل لفت النظر إلى القانون القاضي بإخضاع صغار وضعاف الحيوانات للموت الرحيم، وقال بعد ذلك أنه يجب تغيير القانون لمنع قتل الحيوان الصغير. ومع نشر تلك الأخبار حقق كنوت شهرة محلية ودولية.

## شهرته
كان يوم 23 مارس 2007 أول مره يظهر فيها كنوت أمام الناس. ولأجل تحقيق السبق الصحفي ذهب إلى حديقة حيوان برلين حوالي 400 صحفي، وسمي هذا اليوم بيوم كنوت. وقد نُشرت ادعائات كاذبه حول صحته عندما كان عمره سنة، مما وفر له جو من الشهرة في صغره. على سبيل المثال: نُشر في 16 أبريل 2007 عندما مرض كنوت بسبب ألم أسنانه التي كانت تبرز للمرة الأولى، وغاب لفترة قصيرة عن أعين الناس، أنه مصاب بمرض غير معروف. كما تلقى كنوت عدة تهديدات بالقتل. ففي يوم الأربعاء الموافق 18 أبريل 2007 تم إرسال فاكس من جهةٍ مجهوله مفاده أن كنوت مات ظهر الأربعاء! (بالألمانية: Knut ist tot! Donnerstag Mittag). ونتيجة لهذا رفعت الشرطة من معدل جهوزياتها الأمنية.
وفي نوفمبر 2007 وصل وزن كنوت إلى 90 كيلوجرام وأصبحت العناية به عن قرب خطيرةً جداً. شارك المئات من الأطفال في حفل الذكرى السنوية الأولى لولادة كنوت. وتم بث الحفل على الهواء مباشرة في التلفزيون الألماني. كما قامت دار صك النقود بسك 25.000 قطعة نقود فضية تذكارية خاصة نقش عليها اسم كنوت. واقترحت صحيفة بيلد في ديسمبر 2007 أن تتصادق أنثى الدب القطبي المولده في حديقة حيوان نيورن بارج مع كنوت، مطلقةً عليها اسم السيدة كنوت، وأن يجري تزويجهما ما أن يصلا مرحلة النضج الجنسي.

## 2010-2008

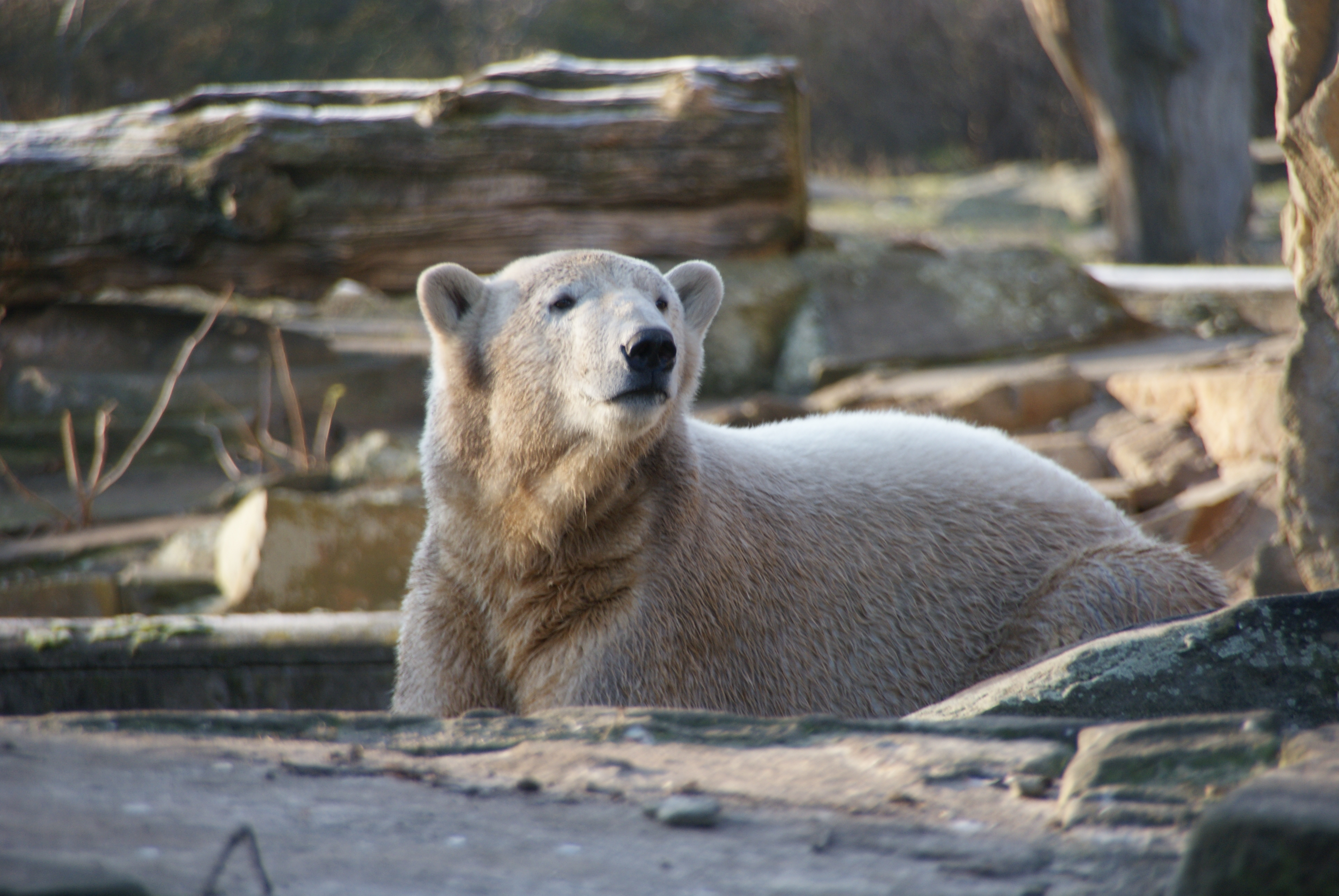
كنوت في الثانية من عمره، خلال ديسمبر 2008.

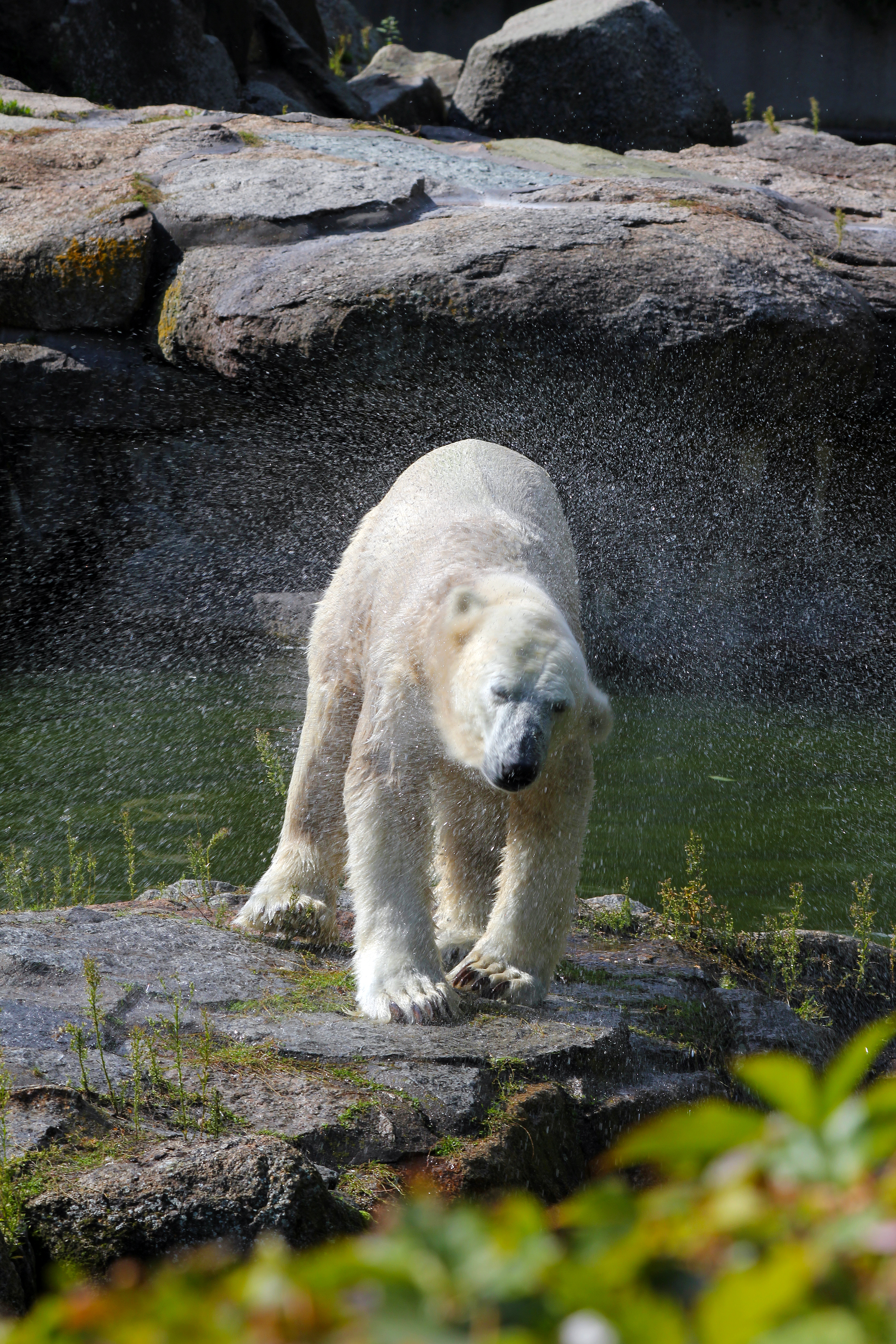
كنوت بعد خروجه من بركة السباحة وأثناء نفضه الماء عن جسده، في سبتمبر 2010.

أعلن أن وزن كنوت وصل إلى 150 كجم بعد سنة من ظهوره أمام الناس. ووضع بينه وبين الزائرين فاصل زجاجي قوي جداً يبلغ سُمكه ست بوصات. وفي نهاية سنة 2008 قال ماركوس روبكا أحد المسؤولين عن كنوت أنه ينبغي نقل الدب من حديقة الحيوان ومساعدته حتى يتعود على العيش منفرداً. كما قال روبكا أن كنوت أظهر اشتياقه إلى والده الروحي توماس دورفلين نه كان يُصدر أصواتًا شبيهة بالنحيب عند عدم وجود أحد إلى جواره، وذلك لأنه اعتاد الوجود البشري بشدة. وأوضح روبكا أن كنوت في حالته هذه يحتاج إلى جمهور من الناس حوله على الدوام حتى يعيش حياة طبيعية، وهو أمر لا يجوز، بل يجب أن يعتاد الحياة كدب قطبي وتنقطع صلته بالبشر، وقال أن هذا التغيير في غاية الصعوبة.
وفي يوليو 2008 قامت حديقة حيوان نيومونستر، التي امتلكت والد كنوت، برفع دعوى على حديقة حيوان برلين لاستغلالها الديسم في تحقيق أرباح مادية. وفي البداية عزمت إدارة الحديقة على الحصول على كنوت بطريقة ودِّية ولكن بعد ذلك قررزا أخد جزء من العائدات التي حققها للحديقة، ولهذا قرروا اللجوء للمحكمه. وقد أوضح بيتر دورڤا مدير حديقة حيوان نيومونستر التالي: «إننا لا نريد تفريق كنوت عن محيطه وبيئته، ولكننا نريد أيضاً حقنا في النقود». وقبل عيد ميلاد كنوت بفترة قصيرة، نُشرت أخبار عن نقلة إلى حديقة حيوان أخرى. إلا أن مدير حديقة حيوان برلين أشار إلى أن الحديقة ما زالت نريد الاحتفاظ به.
واستمرت المناقشات بين الحديقتين في عام 2009. وفي التاسع عشر من مايو عرضت حديقة حيوان برلين شراء كنوت من حديقة حيوان نيومونستر. فأفادت الأخيرة أنها تريد بيعه مقابل 700.000 يورو، إلا أن حديقة حيوان برلين أعلنت أنها لن تقبل أن شيئًا يفوق مبلغ 350.000 يورو (488.145 دولار). وفي الثامن من يوليو قبلت حديقة حيوان برلين دفع 430.000 يورو (599.721 دولار) لحديقة حيوان نيومونستر مقابل الاحتفاظ بكنوت.
وفي سبتمبر 2009 تم نقل أنثى اسمها جيوڤانا في نفس عمر كنوت من حديقة حيوان هاللابرونن في ميونخ إلى برلين، حيثُ وضعت في ذات الحظيرة معه ريثما يتم بناء حظيرتها الخاصة في ميونخ. استقطب نقل جيوڤانا إلى برلين اهتمام الناس من مختلف أنحاء العالم لأنه بعد فترة قصيرة جداً اعتُقد أن الدبان غازلا بعضهما (على الرغم من عدم نضوجهما الجنسي). ولكن نظرًا لاشتراك الدُبان في ذات الجدَّة، وفي سبيل الحيلولة دون التزاوج الداخلي بين الحيوانات وما يُمكن أن ينجم عنه من مشاكل صحية وتشوها خلقية لدى صغارها، قامت منظمة بيتا بتوجيه نداء لنقل جيوڤانا إلى مكان آخر في مارس 2010. وقال المتحدث باسم منظمة بيتا أن الجمعية قدمت قبل 3 سنوات تصريحات حول أصول كنوت، وأنه من الضروري الحيلولة دون تزويجه وجيوڤانا لأن ذلك قد يتسبب بتلويث مورثات الجمهرة الأسيرة من الدببة القطبية في حدائق الحيوان الألمانية ويقضي على تنوعها، بحال نجت جميع دياسم الدُبان سالفا الذكر وتزاوجت مع دببة قطبية أخرى أسيرة. ولم ترد حديقة حيون برلين على هذا الكلام وأوضحت أن جيوڤانا كان من المخطط إبقاؤها في برلين لفترة قصيرة فقط. وفي أغسطس 2010 تم اكتمال اصلاح مسكن جيوڤانا، وبعد فترة قصيرة أُعيد نقلها إلى ميونخ.

## نفوقه

كنوت خلال شهر يناير في عام 2011.

نفق كونت في التاسع عشر من مارس عام 2011 في قفصه، وقد بلغ من العمر أربع سنوات. وقال المتابعون أنه انهار بعد أن بدأت قدمه اليسرى بالاهتزاز في شكل دوائر، وسقط في الماء. ولم يتم تحديد سبب نفوقه مُباشرةً، وقال القيمون أنهم سوف يقومون بتشريح الجيفة. ومن الجدير بالذكر أنه يمكن للدب القطبي أن يعيش حتى 30 عاماً في الأسر. وقال رئيس بلدية برلين كالوس ڤوڤريت أن هذا الدب نجم حديقة حيوان برلين. شهد نفوق كنوت ما بين 600 و700 زائر للحديقة. وفي 22 مارس أعلن أن سبب النفوق يُحتمل أن يكون موتًا مفاجئًا في الدماغ. وفي 26 مارس ظهر أن النفوق يرجع إلى اختلاج. وفي تصوير مقطعي بالحاسوب تم الكشف عن احتمالية اصابته بالصرع الوراثي من والده لارس مما أدى إلى تشوهات في دماغه. وبدأ معهد ليبنز لحدائق الحيوان والحيوانات البرية بالبحث والتدقيق في رأس الجيفة
وفي 1 أبريل أوضح أخصائيي الباثولوجيا أن كنوت مات فجأة قبل أن يغرق. وقيل أن سبب النفوق من المحتمل أن يكون ناجم عن عدوى التهاب الدماغ. وسبب تلك العدوى المسببه للالتهاب غير معروفه، ولكن يعتقد الباثولوجيين أنه فيروس. على الرغم من أنه لم تظهر أي علامات للمرض على كنوت للباثولوجيين، ولكن يُعتقد أنه أصيب بتلك العدوى لفترة طويلة أو قبل موته بعدة شهور أو أسابيع.

## التأثيرات الشعبية

### النجاح التجاري

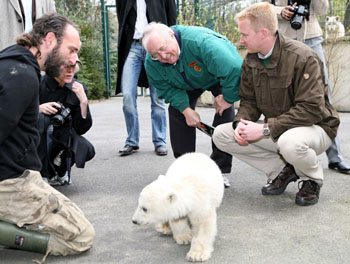
سفير الولايات المتحدة في ألمانيا ويليام تيمكن مع دورفلين وكنوت في 2007.

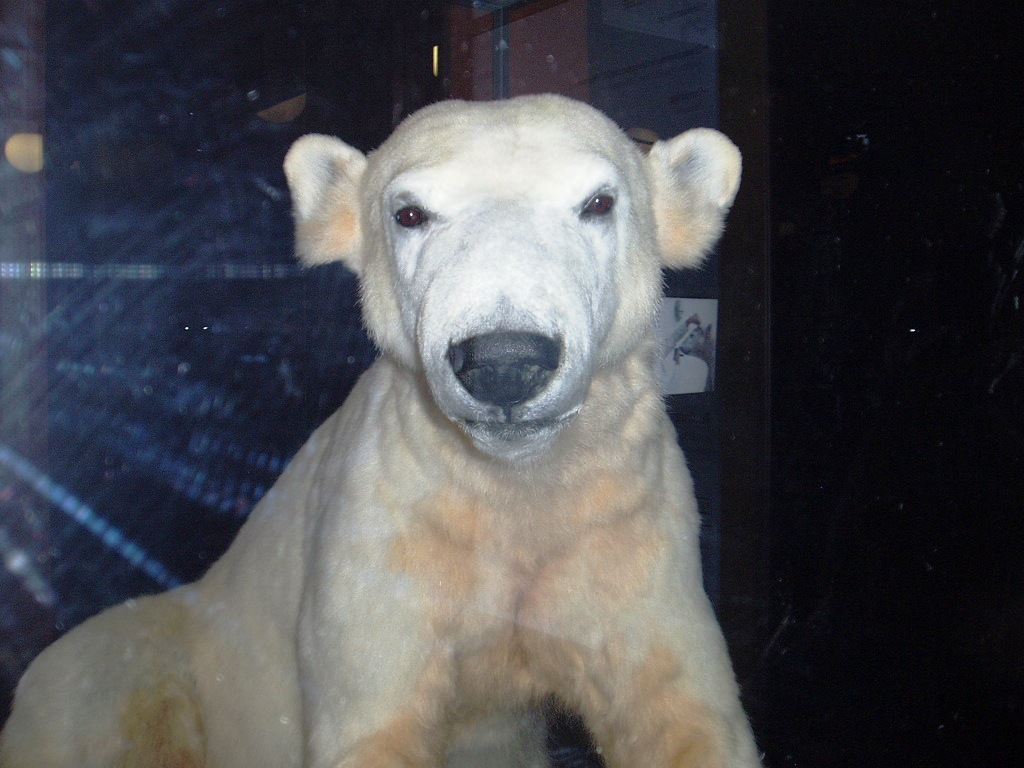
مارس 2013.

في نهاية مارس عام 2007 نجحت حديقة حيوان برلين في الحصول على موافقه لتحويل كنوت إلى علامة تجارية. ونتيجة لذلك، بلغت حصة بورصة برلين من الأسهم أكثر من الضعف. وكانت قبل ذلك تبلغ قيمتها 2000 يورو، وعند الإغلاق بعد أسبوع كانت قد بلغت 4820 يورو. وقد أعلنت حديقة الحيوان في سنة 2007 أن أعداد الزوار زادت بنسبة 30%، وعلى ذلك كان ذلك العام هو الأكثر ربحاً على مدار 163 سنة. وبفضل كنوت ارتفعت نسبة الزيارات لحديقة الحيوان في ذلك العام، وبجانب ذلك بلغت نسبة الأموال التي كسبتها حوالي 5 مليون يورو.
وقد استفادت الشركات المختلفة من الاهتمام بكنوت فطورت منتجاتها مثل النغمات والألعاب المحبوبة. وقامت شركة مارجيريتا ستيف للألعاب الفخمة بإنتاج نماذج لألعاب ثلاثية الأبعاد على شكل كنوت قائما وجالساً ونائماً. وبِيع منه في حديقة حيوان برلين فقط خلال أربعة أيام 2.400 لعبة. وقد فكرت شركة ستيف بتجديد بيت كنوت في حديقة الحيوان بالمال الذي كسبته من بيع منتجاته. وقامت شركة هاريبو للحلوى بإنتاج حلوى بطعم العليق الأوروبي (التوت) وهو منتج أطلقته في أبريل 2007، وأسمته «حلوى كنوت المحببه بطعم العليق الأوروبي». وقد وعدت شركة الحلوى أنها ستعطي حديقة الحيوان منحة 10 سنتات على كل علبة حلوى تباع. وكانت مبيعات المنتج جيدة. ولما كان الطلب عالياً على المنتج، اضطرت الشركة إلى فتح مصنع آخر لها لزيادة الإنتاج.
شكَّل كنوت إلهاماً لأغانٍ مختلفة في ألمانيا. على سبيل المثال، نشرت كيتي البالغة من العمر 9 سنوات أغنية منفردة سمتها «كنوت الدب القطبي الصغير». وفي بريطانيا أيضاً قام الممثل الكوميدي متش بنن في مسلسله الساخر The Now Show على BBC Radio 4 بغناء ثلاث أغنيات تتعلق بكنوت هي: «الدب الطفل يجب أن يموت!» و«كنوت ليس لطيفاً بعد الآن»، والثالثة حول انتقال كنوت إلى حديقة حيوان نيومونستر وكانت أغنية بالاد (نوع من الأغاني يحكي قصة) قوية اسمها الوداع يا كنوت. ونشرت العديد من أقراص الفيديو تحمل اسم قصص من حضانة الدب القطبي كنوت. وفي 29 مارس عام 2007 نشرت مجلة فانيتي فير على غلافها الدب القطبي، وتحدثت في داخل المجلة عن حياته.
وفي 1 مايو 2007 وقع مركز تورتل بوند للأبحاث في نيويورك اتفاقية مع حديقة حيوان برلين لرفع مستوى الوعي حول موضوع الأحتباس الحراري، ونشر قصة كنوت في جميع أنحاء العالم. وقد كُتب كتاب «كنوت الدب القطبي» الصغير الذي يحتوي على صور لم تنشر لكنوت وحياته في 44 صفحه من قبل كريغ هاتكوف وابنتيه جوليانا وإيزابيلا. وقد نشرت العديد من الكتب الأخرى حول كنوت وعلى الرغم من ذلك ظل الكتاب الذي نشرته حديقة حيوان برلين في مقدمة تلك الكتب. وفي 26 يوليو 2007 نُشر الكتاب في ألمانيا من قبل راڤنس بُرجر، ونُشر الإصدار الأمريكي منه والمسمى «كيف يمكن لدب قطبي واحد صغير أن يكون أسيراً للعالم» من قبل شركة  Scholastic İngilizce للنشر في نفس السنة في شهر نوفمبر في الولايات المتحدة. وبيع حق نشر الكتاب للعديد من الدول مثل اليابان والصين والمكسيك وانجلترا وإيطاليا.
وفي 31 ديسمبر 2007 وقَّع مدير حديقة حيوان برلين اتفاقية لتصوير فيلم كرتوني عن حياة الدب مثل أفلام السمكه الشجاعة وسوبر نوفا بعد تلقيه عرضاً للقيام بذلك من المخرج أش ر شاه(وهو أيضاً من قام بإخراج الأفلام السابقة) في هوليوود. وأفادت التقارير أن شاه دفع 3.500.000 يورو لحديقة حيوان برلين كصفقة لتصوير الفيلم. وفي 2 مارس 2008 كان العرض الأول لفيلم كنوت والمسمى «كنوت وأصدقائه» (بالألمانية: Knut und seine Freunde) في دور السينما في برلين. وكان موضوع الفيلم عن كيفية نشأة كنوت بعدما تركته أمه، وأخرجه مايكل جونسون، وشارك أيضاً في الفيلم عائلة دببة قطبية من المنطقة القطبية الشمالية مع دبَّين صغيرين من بيلاروسيا.

### القضايا البيئية
أعلن الدكتور جيرالد أُهليتش من مجلس أمناء حديقة حيوان برلين أنه بسبب حصول كنوت على شعبية واسعة، فإنه قد أصبح وسيلة للتواصل، وجذب الانتباه إلى قضايا الاهتمام بالبيئة بشكل جيد. ونتيجة لذلك، أقر وزير البيئة الألماني سيغمار غابرييل رسميا في عام 2008، اتخاذ كنوت شعاراً جالباً للحظ للمؤتمر الذي عُقد في مدينة بون حول الكائنات المهددة بالانقراض. وقال الوزير في تصريح له بعد وقت قصير من وصوله إلى حديقة الحيوان: «على الرغم من أن كنوت بين أيدٍ أمينة، ألَّا أنَّ الدببة القطبيَّة حول العالم مهددة بالانقراض، ويمكن لكنوت أن يساعدنا في التوعية عن هذه المخاطر».
قامت المصورة آني ليبوفيتز بالتقاط صور لكنوت لأجل استخدامها في حملة ليوناردو دي كابريو البيئية، وعرضها في عدد مايو 2007 لمجلة فانيتي فير. وفي نفس الوقت قامت وزارة البيئة الألمانية في سنة 2008 بإصدار شعار خاص لحملة وزير البيئة الدب القطبي للمساهمة في الحد من ظاهرة الاحتباس الحراري، وفي 9 ابريل نُشر رسميا طابع لكنوت في عامه الأول تقريباً، وطُبع عليه شعار مُعبر هو: «احموا الطبيعة في جميع أنحاء العالم».

## وصلات خارجية
- كنوت على موقع IMDb (الإنجليزية)
- الصفحة الرسميَّة لِحديقة حيوانات برلين. (بالإنجليزية)
- حياة كنوت الدب القطبي (بالألمانية)

- موقع شركة إنتاج ترتل بوند عن كنوت: كيف تمكن دب قطبي صغير من أسر العالم بأكملة نسخة محفوظة 20 مارس 2011 على موقع واي باك مشين. (بالإنجليزية)